# 陳定南
陳定南（1943年9月29日—2006年11月5日），中華民國政治人物，生於宜蘭縣三星鄉。早年曾從商，進入政界後曾擔任過宜蘭縣縣長、立法委員及法務部部長等職務，原為無黨籍，1993年加入民主進步黨。因其從政期間清正廉潔，重拳打擊賄選、黑金等歪風邪氣，且行事正直堅毅，故在台灣政界及民間有「陳青天」之稱號。

## 生平

### 早年

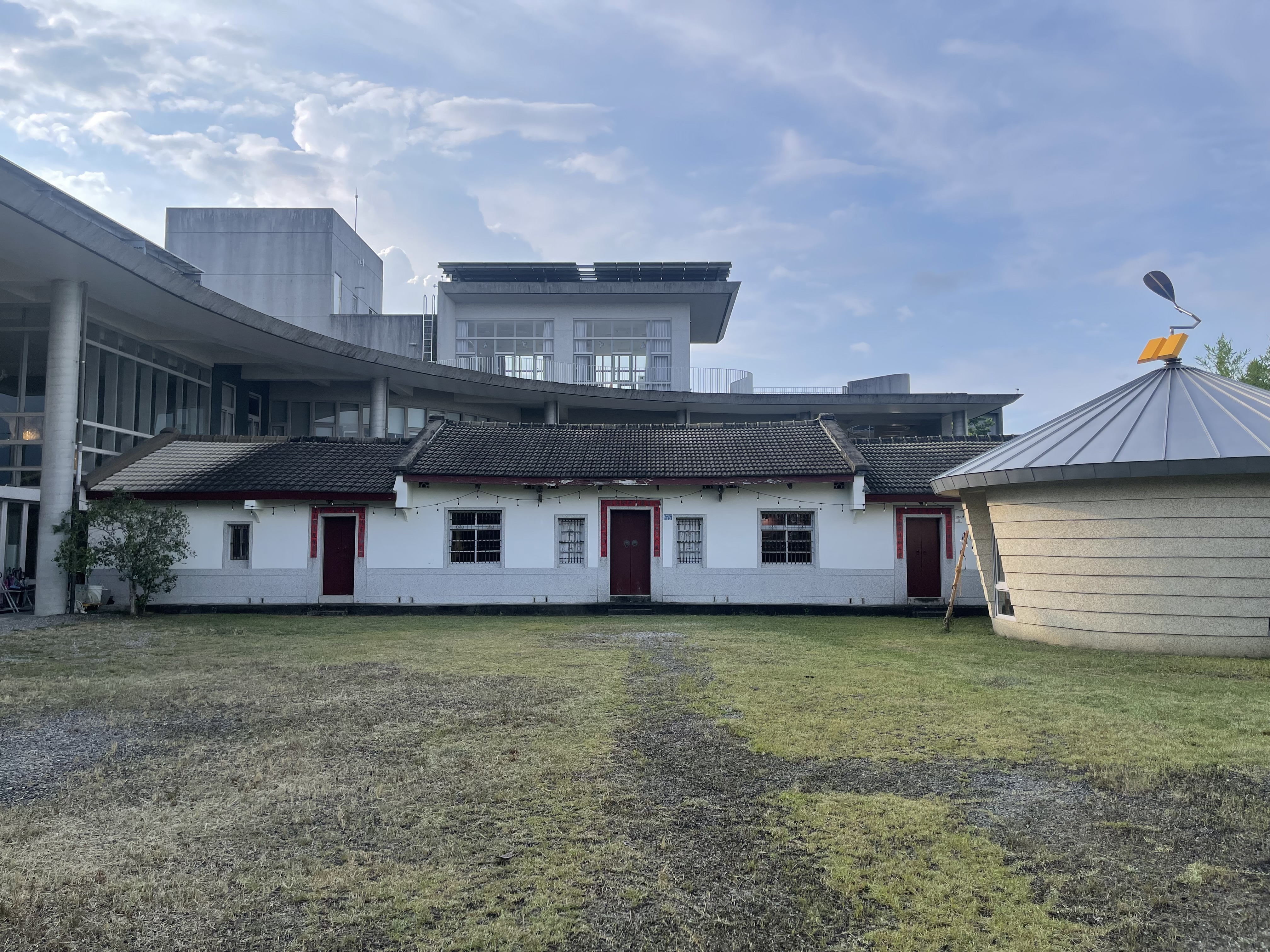
陳定南祖厝，與後方紀念館共同組成陳定南紀念園區

1943年9月29日，陳定南生於台灣宜蘭縣三星鄉大洲村。其家自祖父一輩開始便在此地生活，以務農為生。陳定南兄妹四人，上有哥哥，下有弟妹。自幼年起，其便展現出不俗的學習能力，以及一絲不苟、嚴格認真和追求完美的行事態度，並曾於小學畢業時獲「縣長獎」嘉獎。9岁时，陳定南曾罹患嚴重瘧疾，命懸一線，所幸得到有效救治而生還；但死神並未就此罷手，病癒第二年，其生母陳氏因心臟病早逝，剛滿10歲的陳定南自此喪母。為了維持家中生計，其父陳澄奎無暇續弦，忙於農事及做工，其小妹（即陳定南小姑母）陳月便幫忙擔起撫養其子女之重擔。
因成績優異，陳定南的求學生涯一路順遂，小學畢業後，相繼就讀於宜蘭中學初中、高中部和國立台灣大學法律系，中學時期的陳定南因家校距離過遠，曾在大姑母家寄住。學業結束後便入伍服役，在軍中，陳定南曾在軍法部門服務，因目睹國民黨統治下的種種不法操作，而對法律專業失去興趣，退伍之後轉入商業發展。1967年起，陳相繼進入廣告公司及台塑集團相關企業工作；嗣後，於1971年在亞中鞋業公司出任業務經理。1979年，自組貿易公司，其從商經驗達14年。

### 從政

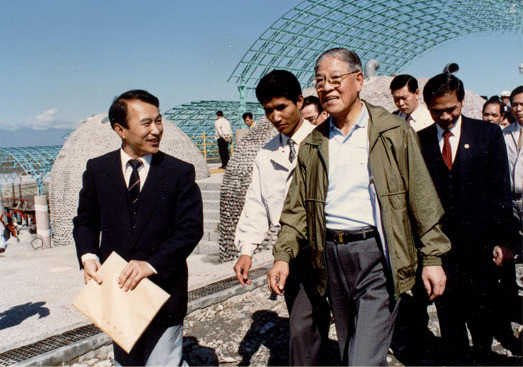
陳定南陪同李登輝視察冬山河整治工程

#### 宜蘭縣長
在美麗島事件與林宅血案之後，陳定南思想遭受觸動，開始投身政治界，為黨外人士周清玉與黃煌雄助選；並且於1981年成立蘭陽法律服務中心。當年，台灣也舉行了省議員及縣市長選舉，此時的陳定南原本有意參選省議員，因而要與游錫堃與張川田等人競爭。在黃煌雄的協調下，陳定南轉而代表黨外陣營參選宜蘭縣縣長。當時，縣長的選舉難度遠高於省議員，此舉也被視為「犧牲打」。然而陳定南取得9萬0389票，以約8000票的優勢擊敗中國國民黨提名的候選人李讚成，成為宜蘭縣40餘年首位非國民黨籍的縣長。
陳定南擔任宜蘭縣縣長期間，運用商業思維治理縣政推進多項改革和建設。其全力改造公務員體系；並推動「環保大憲章」；又設立漁民海難救助基金；廢止電影院在影片放映前，播送中華民國國歌的慣例，撤除於公共場合的懸掛蔣中正遺像，並舉辦二二八事件的追悼紀念活動；撤銷各部門的人二室並銷毀安全資料；以及全力整治冬山河並在其左岸建設冬山河親水公園；設立宜蘭運動公園、羅東運動公園，爭取南港－頭城隧道公路闢建，改善生活環境。公正、高效、務實的施政風格和顯著的政策成效，讓他獲得了“陳青天”的美譽，也創造了黨外陣營的「宜蘭經驗」與「冬山河經驗」。
1985年，陳定南順利連任宜蘭縣縣長，這次選舉中，陳共斬獲得14萬餘選票，而對手國民黨的候選人林建榮只拿到6萬0640票，相較前次選舉，差距頗為懸殊。
1987年，台塑企业意圖在宜蘭利澤工業區建設第六套轻油裂解厂（簡稱「六輕」），並獲得了中央政府支持。陳定南鑒於其巨大生態代價，從有條件歡迎六輕改為堅決反對六輕落戶宜蘭，並為此與台塑董事長王永慶在中華電視公司「華視新聞廣場」節目中展開激烈辯論。陳定南指出台塑方面提出建設申請時，是要建設塑膠及纖維的二級加工廠，但後來變成輕油裂解，甚至提煉石油，與其初衷相悖；而且「六輕」建設完成後，以宜蘭的特殊地形和氣候，可能會帶來酸雨等災害，此均為不可逆轉之惡劣後果；王永慶則以其在美國的成功經驗，不斷強調「六輕」項目對當地的經濟價值和自身的相關環保措施，更直言作為地方官員的陳人微言輕，並不足以阻擋「六輕」的落戶。面對王永慶的強勢進逼，陳定南表態：「如果同意台塑在宜蘭設廠，我就要變成宜蘭45萬縣民的千古罪人。」，在陳定南及繼任縣長游錫堃等人反制下，「六輕」項目終未在宜蘭落地，陳定南堅守原則、捍衛環保的堅毅形象愈發深入人心。

#### 立法委員
1989年，卸任縣長後的陳定南參選宜蘭縣選舉區立法委員，以9萬5000票當選；1992年以無黨籍身份高票連任，擊敗民主進步黨提名的林錫耀。1993年，陳定南加入民主進步黨，並且於1994年的正副議長賄選案中，負責偵查民進黨內部的賄選涉案者，並將不少縣市議員開除黨籍，引發黨內震撼，部分人更將他與新加坡總理李光耀相比，「選擇陳定南，等於李光耀當省長」；同年，陳定南於黨內初選擊敗對手張俊宏，代表民進黨參選台灣省長，以「四百年來第一戰，要將台灣變青天」作為競選標語。雖最終敗於國民黨提名的宋楚瑜，但拿到了近四成的選票。1998年，陳定南於再度連任宜蘭縣立法委員。

#### 法務部長
2000年5月，民進黨首度執政，陳定南獲陳水扁政府延攬出任法務部部長。任內大力推動反賄選，並訂出號稱台灣最嚴苛的賄選認定標準：新台幣30元。此外，他以果斷態度及速度處理前屏東縣議長鄭太吉殺人案件，在上任後僅兩個半月，於同年7月14日判決鄭太吉死刑定讞，並於8月2日批准將其處決，令其反黑形象深入民心。此外，陳定南在掃除黑金、停止政治性偵防方面也有較大建樹。其親自參與督導的2001年立法委員選舉，由於買票賄選等違法行為大幅減少，被外媒稱為台灣有史以來最乾淨的一次選舉，更為其贏得「Mr.Clean」的雅稱。但其任內簽署執行令槍決盧正則具有爭議。

#### 再度參選宜蘭縣長
2004年，陳水扁連任總統，陳定南雖然續任法務部長，但在2004年的下半年備受冷落，甚至喪失法務部長之人事主導權。同年年底的立法院大選，民進黨卻未能贏得過半席次。在民進黨的中常會上，周清玉等人指責法務部長查賄不公，所用的措詞嚴厲，令陳定南感到傷害，背上敗選的罪名。
踏入2005年，當時民進黨籍的時任宜蘭縣長劉守成，其任期即將於年底屆滿，而彼時民進黨內有意角逐該縣新任縣長人選的民調，皆落後於國民黨的候選人呂國華。形勢所迫，民進黨高層及地方人士決定力勸陳定南這位老縣長出戰，陳定南發表《我願意接受這項光榮的使命》，宣佈接受徵召，辭去法務部長再次投入宜蘭縣長選戰之中。2月，內閣改組，施茂林接替了法務部長。然而在競選期間，國民黨候選人呂國華的選舉團隊指控其陣營涉嫌賄選，對其選情造成負面影響，加上當時發生高捷事件引致大環境對於民進黨不利。12月3日，投票結果揭曉，呂國華獲得12萬1463票，陳定南則以11萬2853票的微弱劣勢落敗。造化弄人，宜蘭縣連續24年的黨外執政史，正是由陳定南於1981年開啟，自此亦在他手上終結。

### 罹病與逝世
自2005年底選舉失利後，陳定南便出現咳嗽不止等病症。2006年2月起，開始進出台大醫院就醫。2006年4月，媒體證實其罹患肺腺癌第三期。病重期間的陳定南態度積極樂觀，曾開設部落格，以輕鬆口吻記錄生活，獲得大量關注。2006年10月，其病情再次惡化並住院治療。針對自己的後事，陳定南生前便留下極具個人色彩的遺囑：
- 死後遺體立即送回家鄉宜蘭員山福園火葬，最晚在3天72小時之內辦妥。
- 火葬前，不設靈堂供人弔祭。
- 火葬後，大部份骨灰以適當方式，回歸宜蘭大地；保留小部份骨灰與列祖列宗合葬在家族墓地。
- 火葬後不舉行公祭，除慰問卡外，花籃奠儀一概不收。

2006年11月5日，陳定南因醫治無效，病逝於臺大醫院，享年63歲。逝世後，家屬原本要依照他的遺願，將部分骨灰和家族墓地的列祖列宗合葬，部分骨灰以適合的方式，回歸宜蘭大地。但受法令所限，骨灰不能隨意拋灑，因而決定採「樹葬」的方式。礙於宜蘭縣府彼時尚未規劃樹葬區，全案必須專案核准，雖然縣府願意以專案處理，但家屬認為這和陳定南的行事風格不符，所以決定不採樹葬，最終決定將骨灰在家族墓地入墓。

## 紀念

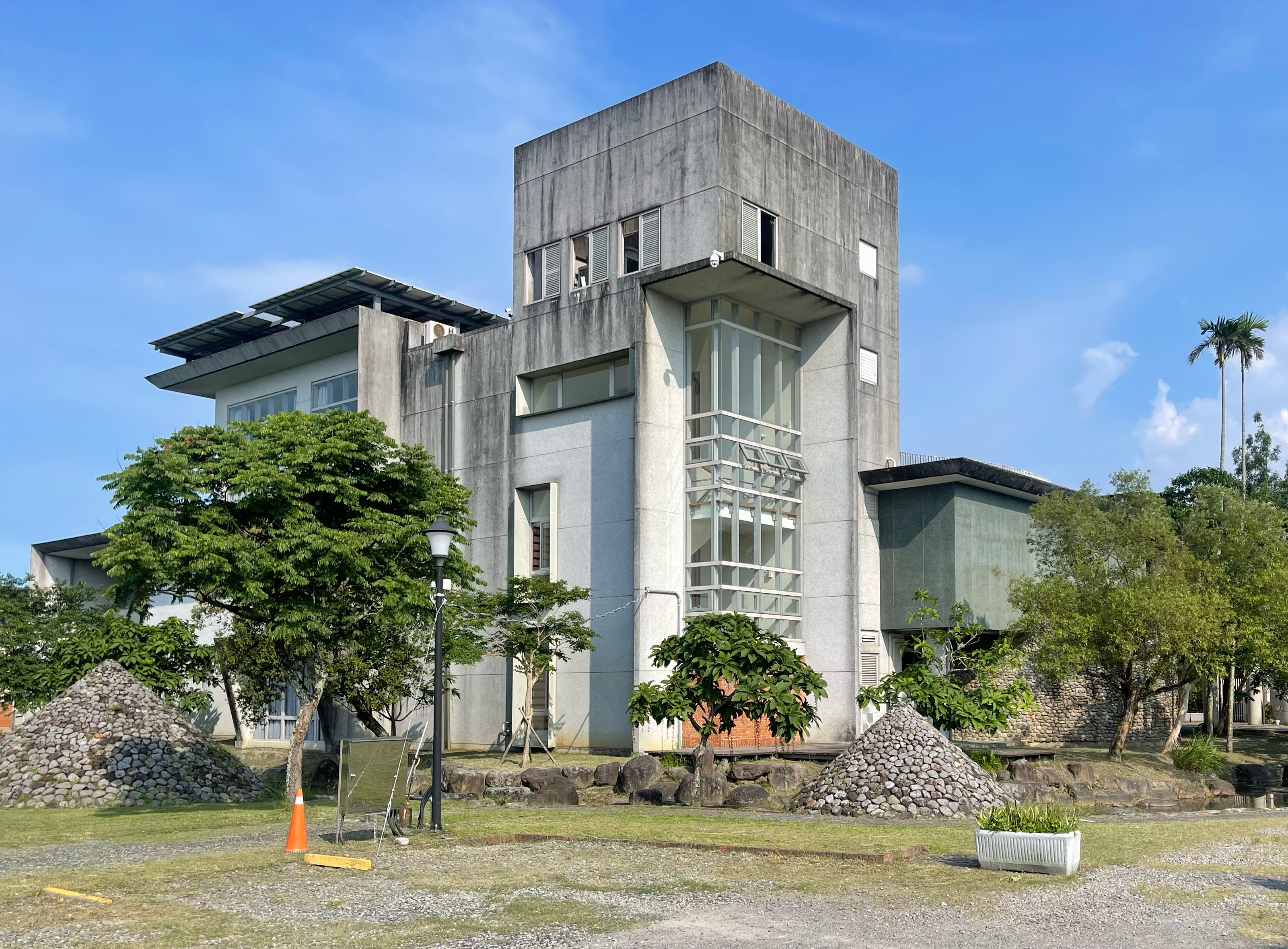
位於宜蘭縣三星鄉的陳定南紀念館

## 選舉紀錄
| 年度 | 選舉屆數                     | 選舉區       | 所屬政黨   | 得票數    | 得票率 | 當選標記 | 備註 |
| ---- | ---------------------------- | ------------ | ---------- | --------- | ------ | -------- | ---- |
| 1981 | 第九屆宜蘭縣縣長選舉         | 宜蘭縣       | 無黨籍     | 90,389    | 51.12% |          |      |
| 1985 | 第十屆宜蘭縣縣長選舉         | 宜蘭縣       | 無黨籍     | 140,923   | 69.98% |          |      |
| 1989 | 第一屆立法委員第六次增額選舉 | 宜蘭縣選舉區 | 無黨籍     | 83,692    | 49.05% |          |      |
| 1992 | 第二屆立法委員選舉           | 宜蘭縣選舉區 | 無黨籍     | 74,036    | 35.62% |          |      |
| 1994 | 第一屆臺灣省省長選舉         | 臺灣省       | 民主進步黨 | 3,254,887 | 38.72% |          |      |
| 1995 | 第三屆立法委員選舉           | 宜蘭縣選舉區 | 民主進步黨 | 93,644    | 54.84% |          |      |
| 1998 | 第四屆立法委員選舉           | 宜蘭縣選舉區 | 民主進步黨 | 42,099    | 22.81% |          |      |
| 2005 | 第十五屆宜蘭縣縣長選舉       | 宜蘭縣       | 民主進步黨 | 112,853   | 47.75% |          |      |

## 評價與爭議

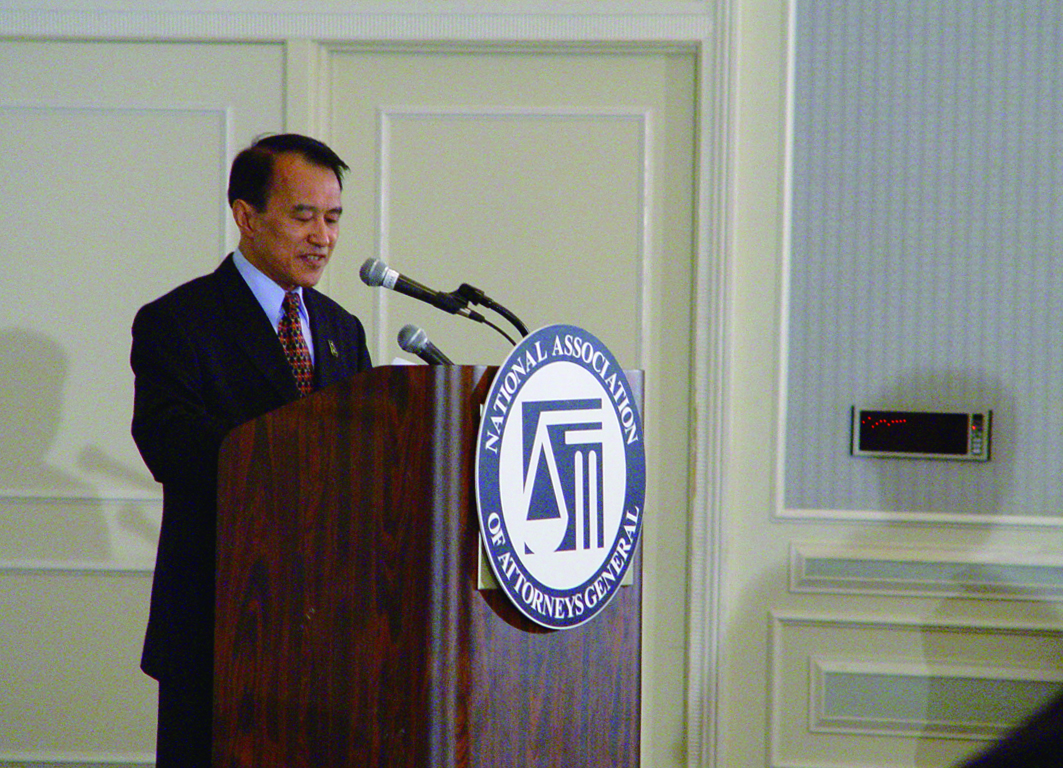
2002年，陳定南於法務部長任內在訪問美國期間發表演講

### 積極評價
- 陳定南長子陳仁杰曾透露，在他心目中父親極為儉省，不但褲子、鞋子穿破了就補了繼續用，連牙刷用了將近兩年還在用，生活娛樂全部都是簡單得可以[11]。
- 前中華民國副總統呂秀蓮認為陳定南是「台灣真君子」。她說，因為她認為陳定南是所有朝野政黨所共同敬重的政治人物[12]。
- 時任民進黨主席游錫堃於陳定南的靈堂祭拜時送上百合花表示：「透過百合花最主要，百合花非常純潔，百合花非常等於是清廉之詞，我們用百合花表達，我們對陳定南先生的敬意」。[13]
- 時任行政院長蘇貞昌在其逝世後評價：陳定南為國家、為地方，一輩子從事理想主義工作[14]。
- 時任中國國民黨主席馬英九讚許陳定南是「表裡如一」的政治人物。[15]
- 陳定南基金會董事長林光義回憶，陳定南上任宜蘭縣長時雷厲風行，剛上任就取締山坡地開發濫墾，就算是同窗好友也照辦不誤。[16]
- 與陳定南相識20多年的計程車司機游再添說：每當陳定南回宜蘭時，總是固定坐他的車；如果他不收陳定南的錢，陳定南還會要求他不可以這樣。他說，陳定南一絲不苟的個性讓人印象深刻。他希望，如果下輩子有緣，能夠和陳定南再成為無話不談的好友[17]。
- 東森廣播網《麻辣評論》主持人黃光芹說：「他在任公職時，鐵面無私，非但能抵抗各種外力介入，還竭盡所能把關為政府省錢，更嚴格監控公共建設品質，而不介意外界給予他『酷吏』、『六親不認』等封號。……我們常說，陳定南是個難得一見的青天大好官。可惜，他生前所獲讚譽不比身後多。怪只怪，人們常常只會懷念，而不懂得體念。多麼可惜啊！」[18]
- 曾在与陈定南共事的黃榮村回忆：以前陳定南在行政院與立法院院會，我們隔鄰而坐，偶而也會同時出現在兩廳院的演出場所。我看到的是一位敬謹任事隨時注意細節，又時時求上進的民進黨員。他在立院院會空檔時間，批完公文就拿著一本英文書研修、作筆記，還不時請教旁邊的人。」[19]

### 爭議事件

#### 盧正案
就在監察院向法務部調卷展開調查可能為冤案的盧正案之際，時任法務部長的陳定南卻突然在2000年9月7日批准盧正的死刑執行令，盧正因此被執行死刑，至死仍喊冤不已，而盧正的家屬至今對於本案的判決仍然無法信服。

#### 黃任中欠稅管收案
黃任中利用稅法之相關規定出售遠航股票盈餘，以合法程序進行節稅規劃，但是法務部及國稅局以「視同規避租稅」為由要求補稅未果，裁定管收3個月，黃任中更在此間身亡，令時任法務部長的陳定南受到過度解釋法律等指責。法務部後於2009年向黃任中遺族道歉，認此管收追稅為不當之舉。

#### 賄選疑雲
2005年11月27日晚間，陳定南的客家後援會長李元武在宜蘭河旁舉辦餐會，向南澳地區相關里民免費發放兩百元餐券，並僱用兩輛遊覽車載人參加餐會。檢警根據情資而攔下兩輛遊覽車進行查證，調查是否涉及賄選。陳定南於隔日澄清，表示他未涉入此事，如果他涉及賄選，願意立即退選。陳定南競選總部表示，該餐會不是陳定南競選總部所辦，當時陳定南正在羅東掃街拜票，未參加該餐會，競選總部於一周前才在同地點舉辦過餐會，不可能重複舉辦這種活動。陳定南並抱怨有些電視台插播的「陳定南涉賄選」是「張冠李戴」，批評這種報導形同人格抹黑，尤其在選前敏感時刻，無限上綱的新聞報導可能影響選情，對於欠缺求證精神的媒體文化感到失望。

#### 其它
- 陳定南於2003年拔擢其司機黃棟材為簡任十職等之機要秘書，理由為黃棟材學經歷及能力完全符合機要的要求，黃棟材進法務部時剛好沒有機要缺，只好委屈他當司機，拔擢為機要秘書來彌補他。黃棟材之學歷為中國海專畢業，曾任職中船公司繪圖、民間公司經理、宜蘭縣慧燈補習班蘇澳、頭城分部主任[25]。
- 陳定南雖支持廢除死刑，但在法務部長任內，共將三十餘名死刑犯批准處決[26]。
- 因「六輕」一事，陳定南曾被外界認為具有牴觸商業的情結，但他自己不贊同這種論調。

## 家庭
陳定南妻子名張昭義，原為其在經營商業時的外文秘書，兩人於1978年結婚，育有兩子。
- 長子陳仁杰曾就讀多倫多大學企管系。
- 次子陳仰德曾就讀多倫多大學生命科學系。

## 論文期刊
1. 陳定南的從政歷程與台灣政治文化初探[]戴寶村，賴瑞鼎。2007年10月。『臺灣民主的興起與變遷』第二屆學術研討會論文集。

## 外部連結
- 陳定南教育基金會 （页面存档备份，存于）